# Космос 1443
Космос 1443 е безпилотен космически кораб от типа TСK, трети от серията и първи по посока на съветската орбитална станция Салют-7. Той е подобен на ТКС-2 (Космос 1267) като част от експериментите за разширяване на научното пространство на станцията.
Корабът е с тегло около 20 тона и е разработен за снабдяване на космическите станции. Разчетен е и за превоз на хора, но това не е осъществявано практически. Състои се от функционално-товарен блок и възвръщаем апарат.
Корабът стартира на 2 март 1983 г. с помощта на ракетата-носител Протон от космодрума Байконур. Скачва се със станцията на 10 март и летят заедно до 14 август същата година. На 19 август се разделят функционално-товарния блок и възвръщаемия апарат, който след около 1 месец изгаря в плътните слоеве на атмосферата. Възвръщаемия апарат се приземява 4 дни по-късно (23 август) в разчетения за това район. На борда му са се намирали около 350 кг полезен товар.
По време на полета общата маса и обитаемо пространство на комплекса почти се удвояват и достига 43 тона, увеличава се над 2 пъти и капацитета на слънчевите батерии. С помощта на двигателите на кораба се коригира няколко пъти височината на орбитата на орбиталния комплекс. С помощта на Космос 1443 се доставят около 4000 кг товари и гориво за станцията.